# Phyllachora travancorica
Phyllachora travancorica är en svampart som beskrevs av T.S. Ramakr. 1956. Phyllachora travancorica ingår i släktet Phyllachora och familjen Phyllachoraceae.   Inga underarter finns listade i Catalogue of Life.